# Almebergets naturreservat
Almeberget är ett naturreservat i Slättåkra socken i Halmstads kommun i Halland.
Området är skyddat sedan 2006 och omfattar 70 hektar. Det är beläget strax norr om Slättåkra.

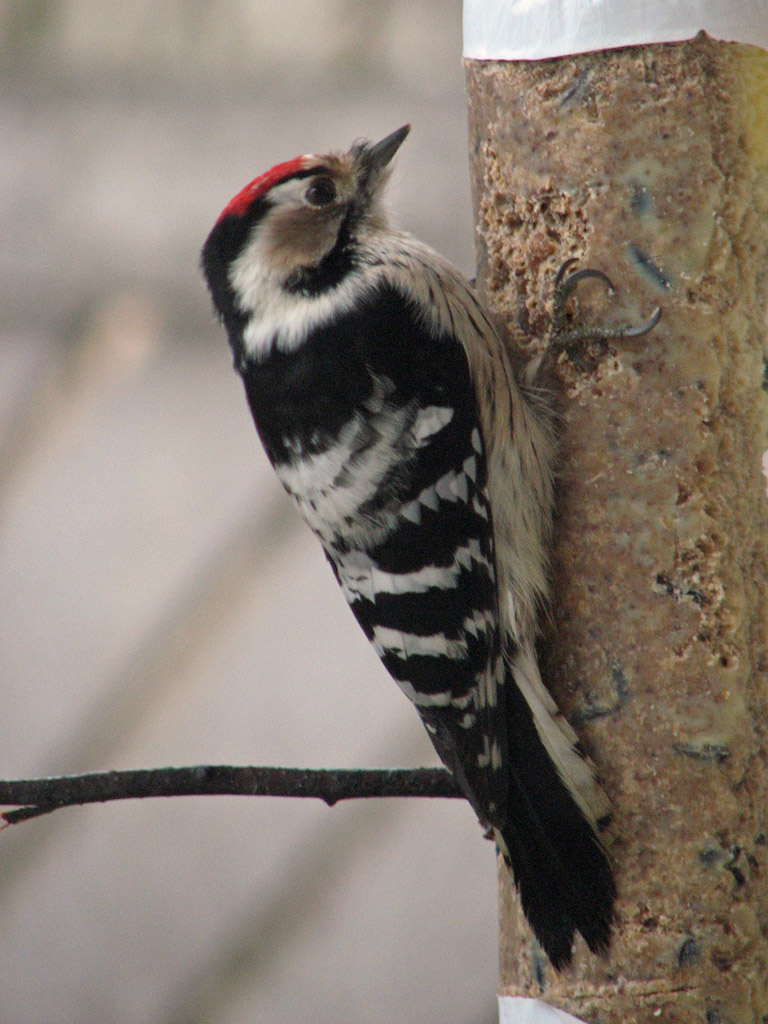
Mindre hackspett

Områdets sluttningar är till stor del bevuxna av gammal bokskog. Det finns gott om död ved i form av högstubbar och lågor. Man har funnit 21 rödlistade lavar i området en rad rödlistade mossor. Här häckar både skogsduva och mindre hackspett. I Almeberget finns kulturlämningar i form av röjnings- eller odlingsrösen och stengärdesgårdar. Området har varit bevuxet med bokskog sedan flera hundra år.
Vandringsspåret Hallandsleden går genom reservatet.